# Cenaspis aenigma
Cenaspis aenigma – gatunek węża, w zależności od ujęcia klasyfikowany w rodzinie Dipsadidae i podrodzinie Xenodontinae lub rodzinie połozowatych i podrodzinie ślimaczarzy, przedstawiciel monotypowego rodzaju Cenaspis, opisany w 2018 r. na podstawie okazu muzealnego.
Gatunek opisano na podstawie lekko strawionego okazu odkrytego w 1976 r. w przewodzie pokarmowym koralówki czarnopasej (Micrurus nigrocinctus), znalezionej w La Loma koło Rizo de Oro w meksykańskim stanie Chiapas przez Julio Ornelasa-Martıneza, który zajmował się wycinaniem palm. Wąż zginął zabity przez kombajn zbierający owoce. Początkowo uznano go za przedstawiciela rodzaju Geophis mimo cech, które nie pasowały do żadnego ze znanych gatunków tego taksonu. W następnych latach zakonserwowany okaz znajdował się w zbiorach muzealnych, a opisany został dopiero w 2018 r. jako Cenaspis aenigma. Nazwa rodzajowa pochodzi od łacińskich słów cena („posiłek”, „obiad”) i apis (określenie niektórych węży), zaś epitet gatunkowy aenigma oznacza w łacinie „tajemnicę” lub „zagadkę”, stąd też jego pełną nazwę tłumaczyć można na polski jako tajemniczy wąż obiadowy.
Na podstawie badania szczątków ustalono, że umieszczone w wydłużonej głowie krótkie, stosunkowo tępe zęby sugerują dietę opartą na stawonogach o twardych pancerzach. Podobnym uzębieniem dysponują: żerujący głównie na stawonogach Symphimus oraz polujący na pająki i pareczniki przedstawiciele plemienia Sonorini. Z kolei grzbietowa strona ciała o jednolicie brązowej barwie, dość płaskie łuski grzbietowe i oczy o okrągłych źrenicach wskazują na przystosowanie do słabego oświetlenia, co sugeruje życie pod ziemią i aktywność na powierzchni jedynie nocą. Gatunek prawdopodobnie nie jest jadowity. Jego cechami charakterystycznymi są trzy rzędy czworokątnych, przechodzących w trójkątne, plam na spodzie ciała, ciągnących się przez całą jego długość oraz półprącie bez kolców, które odróżnia go od wszystkich znanych przedstawicieli połozowatych z zachodniej półkuli. Długość ciała znanego osobnika wynosiła 258 mm, w tym 36 mm długości ogona.
Do czasu opisania holotypu nie znaleziono innych egzemplarzy tego gatunku, zarówno żywych jak i w zbiorach muzealnych pomimo kilkunastu wypraw organizowanych w miejsce znalezienia pierwszego okazu, w związku z czym brak informacji na temat zachowania, trybu życia i rozmnażania.